# Franco Sacchetti
Franco Sacchetti (Ragusa, 1332 — San Miniato, 1400) va ser un escriptor i diplomàtic italià.
Entre les seves obres hi destaquen els poemes de l'estil Trecentonovelle i les narracions, que constitueixen un valuós document de la societat del seu temps. Els seus treballs, al contrari dels del seu contemporani Boccaccio no s'emmarquen en una estructura fixa i són de caràcter més col·loqual i fins i tot humorístic. Va escriure La battaglia delle donne (1350), Sposizione dei Vangeli (1378-81).